# Louis Coblitz

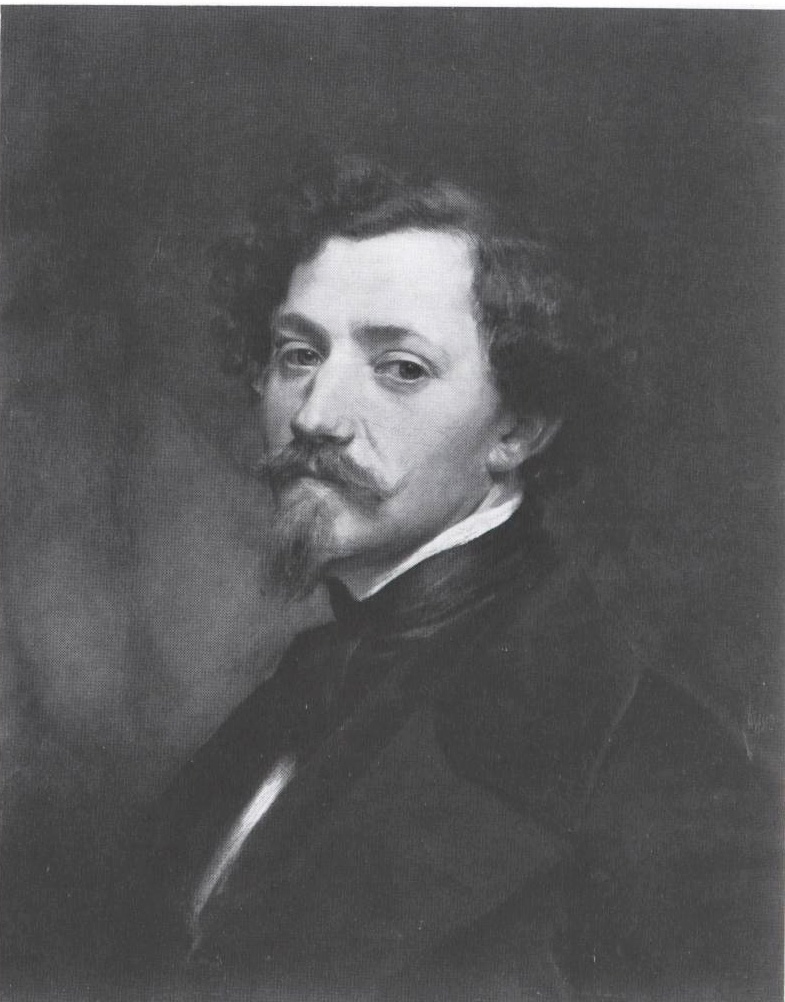
Louis Coblitz, Porträt von Eduard Magnus, 1845

Louis Coblitz  (*  8. Juni 1814 in  Mannheim; † 19. April 1863 ebenda) war ein deutscher Maler und Zeichner.

## Leben und Werk
Die väterliche Familie stammt ursprünglich aus St. Goar im Mittelrheintal und übersiedelte Anfang des 18. Jahrhunderts nach Mannheim. Louis Coblitz wurde geboren als Sohn des Mehlhändlers Andreas Coblitz (1783–1851) und dessen Gattin Elisabeth geborene Schadt, deren Vater aus Groß-Gerau kam.
Schon früh zeigte sich die künstlerische Begabung des Jungen. Er erhielt Unterricht durch den in Mannheim ansässigen Hofmaler Theodor Leopold Weller (1802–1880). Unter dessen Anleitung schuf Coblitz erste Porträts und Genrebilder. Weller verschaffte ihm 1835 ein kleines Stipendium des badischen Großherzogs Leopold zum Besuch der Kunstakademie München, wo er sich im November des Jahres einschrieb und für ein Jahr blieb.
1837 kehrte Louis Coblitz in seine Heimatstadt zurück und ließ sich dort im Quadrat R 3, 1 nieder. Hier arbeitete er vornehmlich als Porträtist. Eine besondere Freundschaft verband ihn mit dem älteren Malerkollegen und Architekten Jakob Friedrich Dyckerhoff (1774–1845), der auch einer der ersten deutschen Daguerreotypisten war und Coblitz mit dieser Technik bekannt machte. 1841 ging Coblitz zur Fortbildung nach Paris, 1845 nach London, von wo er 1847 nach Mannheim zurückkehrte. 1856 reiste er nach Italien. 1861 und 1862 hielt sich der Maler bei seinem Freund Gideon von Camuzi in Dirmstein (Pfalz) auf. Bei diesen Besuchen fertigte er – auch von den dortigen Englischen Gärten – diverse Landschaftsbilder, u. a. das regional bedeutsame Gemälde „Ansicht von Dirmstein in der Pfalz mit dem von Camuzi’schen Schloß“.
Ende 1861 überließ Großherzog Friedrich I. dem bereits kränkelnden Künstler eine Wohnung und Atelierräume im Westflügel des Mannheimer Schlosses. Hier zog er mit seinen beiden Schwestern ein und lebte dort bis zu seinem Tod im April 1863. Er starb an einem Lungenleiden und wurde im Familiengrab auf dem Hauptfriedhof Mannheim beigesetzt, wo man ihm 1984 ein neues Grabdenkmal errichtete.
Von Louis Coblitz haben sich viele Porträts der damaligen gehobenen Mannheimer Gesellschaft erhalten, ebenso Landschaftsbilder, Genrebilder und Zeichnungen.

Von Coblitz geschaffene Bilder
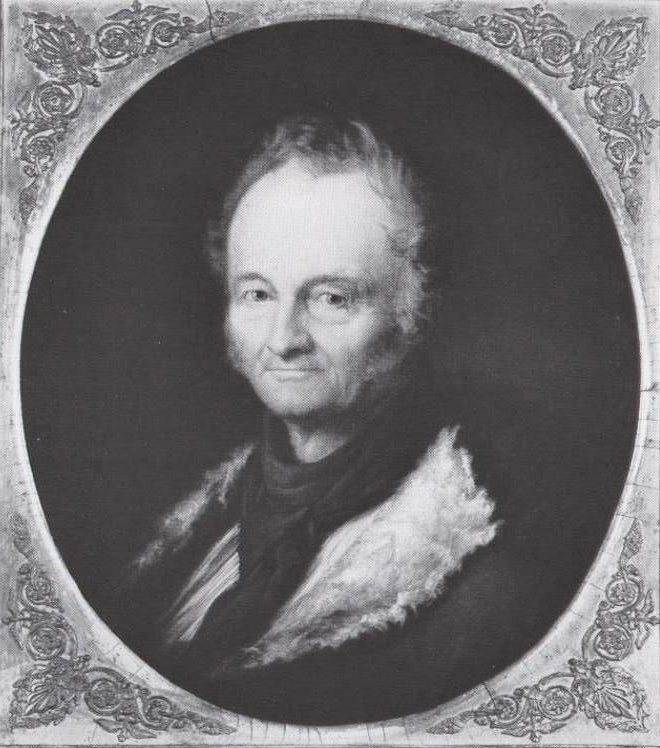
Jacob Friedrich Dyckerhoff, 1840
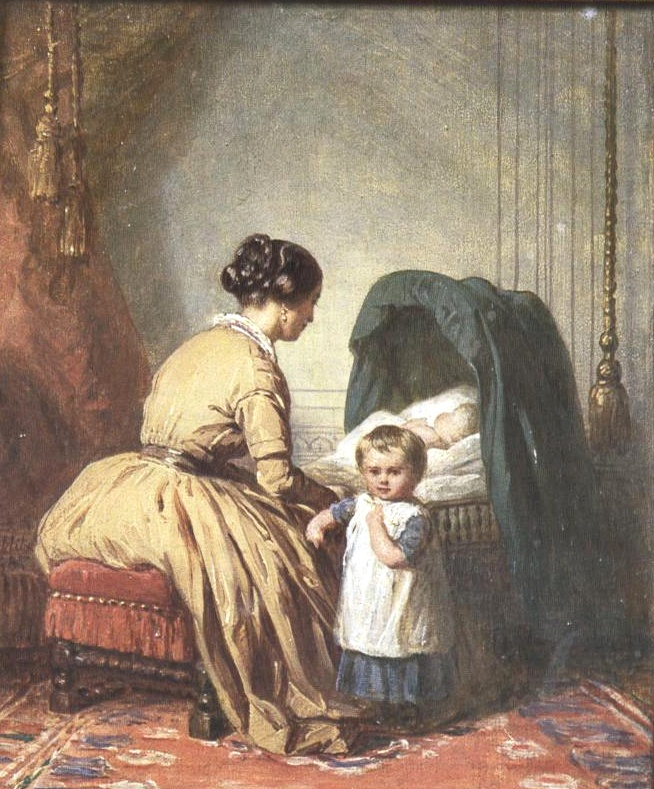
Caroline Bassermann und Kinder, 1848
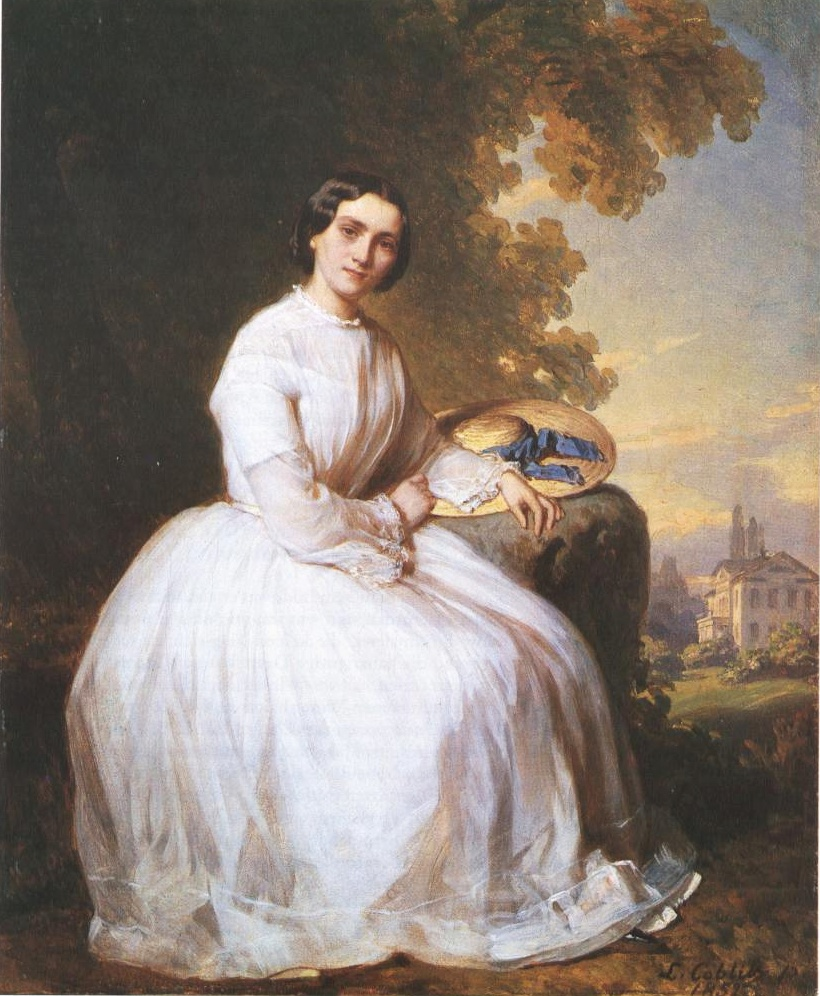
Maria Lamey aus Mannheim (1852)
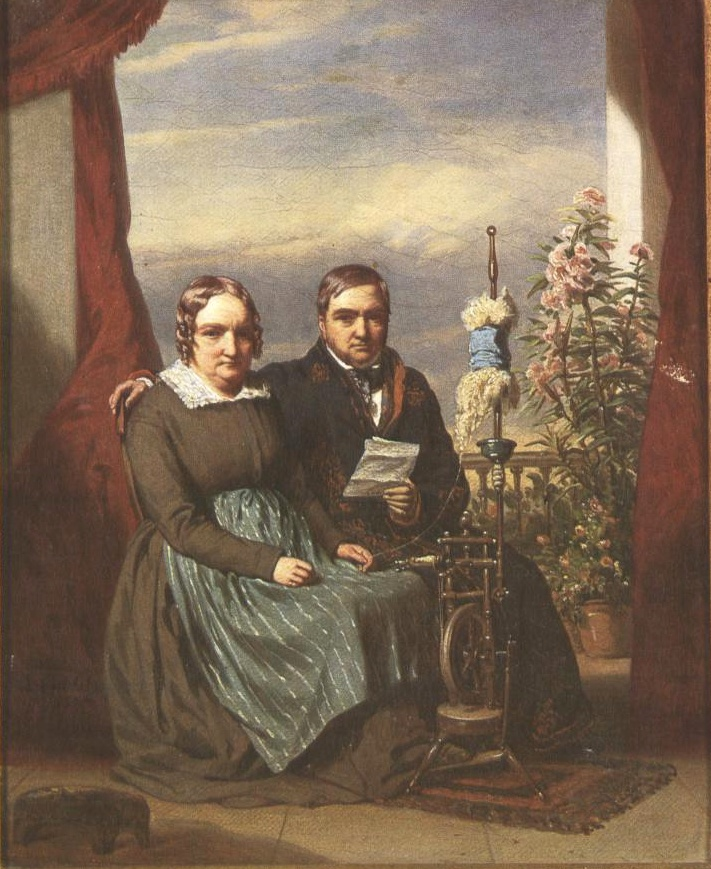
Ehepaar Friedrich Ludwig und Wilhelmine Bassermann (1854)
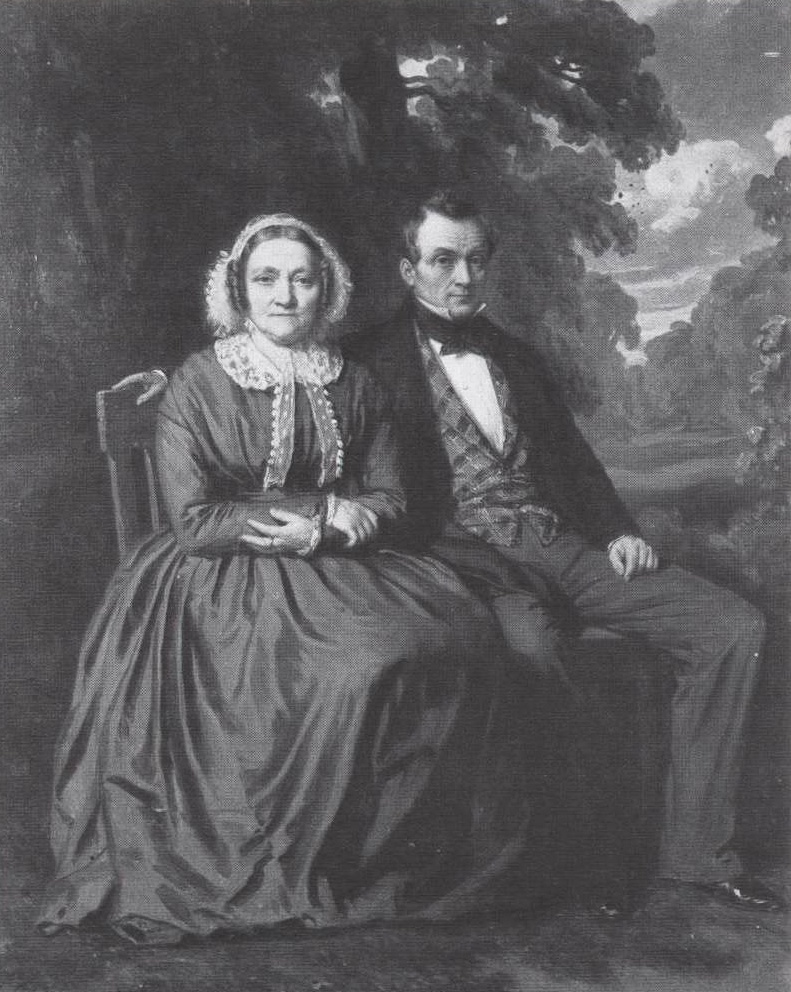
Die Eltern des Malers, 1854
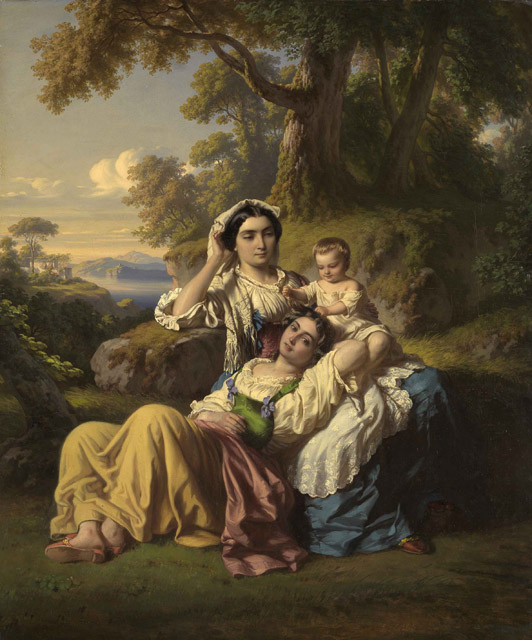
Familie in Italien, nach 1855
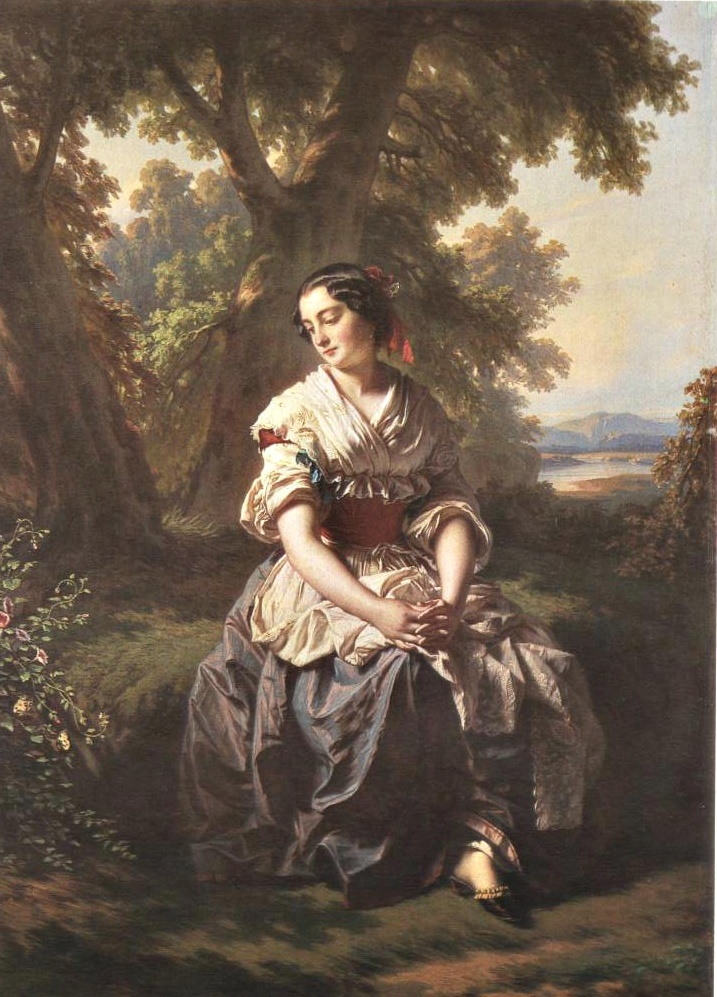
Junge Frau in ländlicher Tracht, 1858
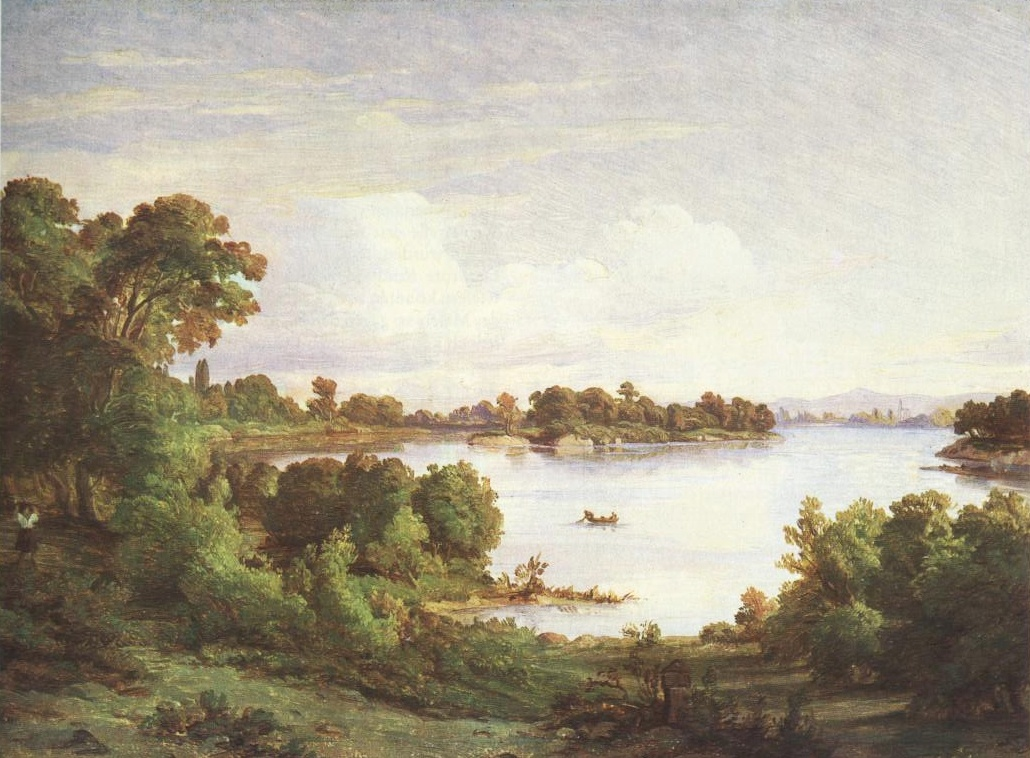
Altrheinlandschaft, um 1860
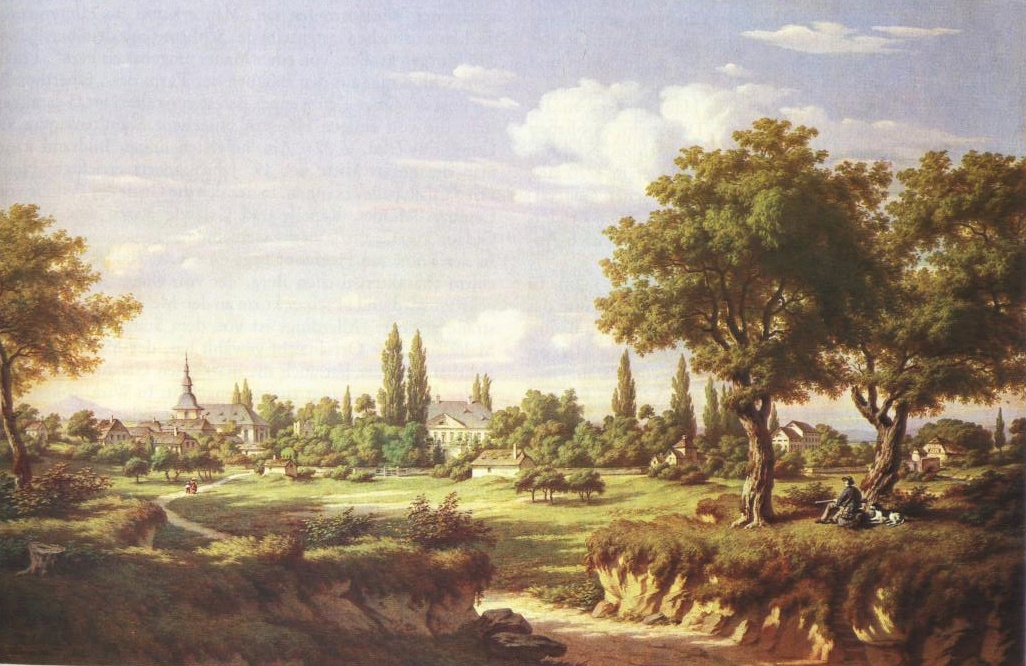
Ansicht von Dirmstein, 1862
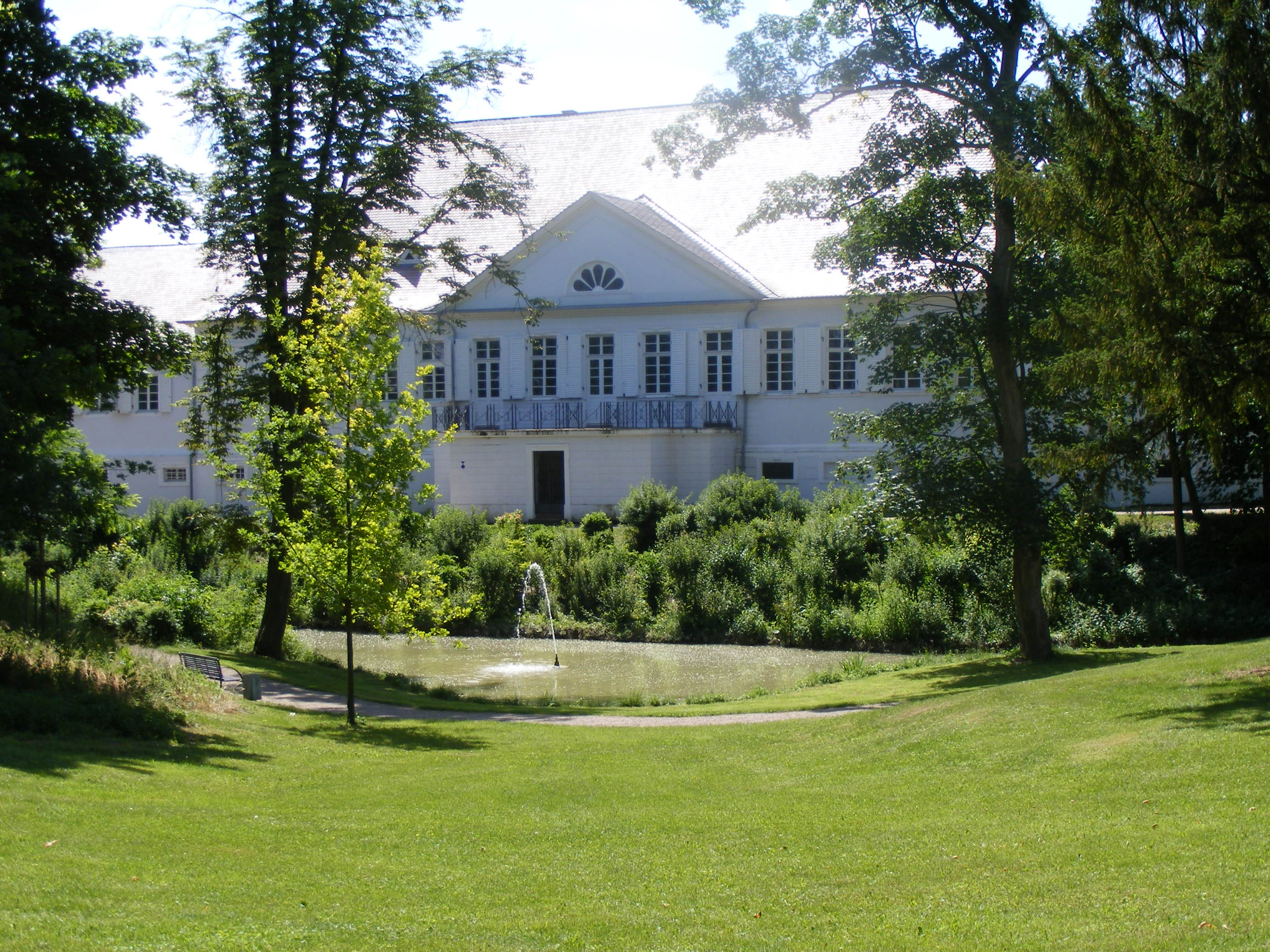
Zum Vergleich: Schloss in Dirmstein, Foto 2008